# Baluan (Vulkan)
Der Schichtvulkan Baluan befindet sich auf der Insel Baluan, der südlichsten der Admiralitätsinseln in Papua-Neuguinea. Die Insel hat einen Durchmesser von 5,5 km. Der elliptische Gipfelkrater Sabroma hat einen Durchmesser von 1 km. An den Flanken des Vulkans befinden sich mehrere Aschenkegel. Entlang der Küste der Insel gibt es mehrere heiße Wasserquellen. Es gibt keine gesicherten wissenschaftlichen Daten über einen Ausbruch.